# 小马厂路
小马厂路，是位于北京市西城区西南部的道路。

## 简介
小马厂路原先北起莲花池东路，向南东折到手帕口北街，长800米，宽15米。小马厂原先称“马厂”，自元朝以来此地便是驯马和放马的场所，清朝八旗子弟常来此赛车、赛马。此地靠近白云观，白云观迤西处成为来白云观的人拴马、驴等牲口的地方，故称“马厂”。1912年之后，有商人在这里兴建跑马场，经营赛马，从此该地始称“小马厂”，后来跑马场逐渐衰落。1950年代，在这里兴建了居民区。1965年北京市整顿地名，将该区域分别命名为小马厂路、小马厂一至四巷、小马厂南里、小马厂西里。2004年，将小马厂路南端的东西向部分拓宽改造为东到手帕口北街（东接天宁寺前街），西到手帕口西街（西接莲花河南街）的市政道路。小马厂路南北段从莲花池东路一直到这段东西向部分的老路仍然继续称小马厂路。从此小马厂路平面形成了“丁”字形。
小马厂路东口，与手帕口北街交汇处，有铁路线南北穿过，形成手帕口铁路道口。1996年，手帕口铁路道口改建工程立项，准备将平交道口改为立交。2006年12月，该项目获得批复，但2007年开工后受到周边居民楼内居民的反对，被迫停工。此后该项目于2014年重新开工，2018年建成投入使用。